# Carmilla (serie web)
Carmilla es una serie web canadiense protagonizada por Elise Bauman y Natasha Negovanlis, basada en la novela con el mismo nombre escrita por Sheridan Le Fanu. La serie fue estrenada en el canal de YouTube Vervegirl el 19 de agosto de 2014.
La serie se sitúa en la ficticia Universidad Silas en Estiria, Austria, donde ocurren cosas más extrañas de lo normal. La historia se relata desde la perspectiva de Laura (Elise Bauman), una estudiante de primer año quien investiga la desaparición de su compañera de cuarto cuando se le asigna una nueva y misteriosa compañera llamada Carmilla (Natasha Negovanlis).
La serie se caracteriza por ser filmada desde una cámara estática y tener múltiples salidas a los medios de comunicación y redes sociales donde los fanes pueden seguir la historia de los personajes fuera de la pantalla. Actualmente cuenta con más de 10 millones de visitas para la primera temporada que consiste en 36 episodios de entre 3 y 7 minutos cada uno más un episodio especial de Navidad lanzado el mismo 24 de diciembre de 2014. El 9 de diciembre se anunció que habrá una segunda temporada, la cual se estrenó el 2 de junio de 2015. La serie es producida por la marca de tampones U by Kotex.
Carmilla ha sido altamente elogiada por su reparto compuesto casi completamente por mujeres y representaciones de varios personajes queer.

## Sinopsis
La serie comienza como un "Vlog" (video blog) creado por una intrépida y tenaz estudiante de primer año, Laura Hollis (Bauman), en la ficticia Universidad Silas. Cuando su compañera de cuarto, Betty (Glowicki), quien pasa demasiado tiempo yendo a fiestas, desaparece repentinamente la universidad le asigna a Laura una nueva compañera, la taciturna y misteriosa Carmilla Karnstein (Negovanlis). Después de que la Universidad le haya negado cualquier tipo de información sobre el paradero de Betty y ni siquiera muestre preocupación ante su ausencia, Laura, con ayuda de sus amigos, descubre que su antigua compañera no es la única chica desaparecida abruptamente de Silas, y que tal vez Carmilla tenga algo que ver con las desapariciones.
A medida que la serie progresa se revela que Carmilla es un vampiro bajo el mando de su madre, la Decana de la Universidad de Silas, y comandada por sus estrictas órdenes atrae chicas para saciar sus extravagantes rituales de sacrificios humanos. Sin embargo, Carmilla muestra desacuerdo con las acciones de su madre y adhiere en ayudar a salvar a Betty. Laura, quien ya es una de las próximas víctimas de la Decana. Al mismo tiempo Laura se halla fuertemente atraída hacia su nueva compañera de cuarto mientras que Carmilla toma grandes riesgos para rescatar a las chicas secuestradas.

## Reparto y personajes

### Personajes principales
- Laura Hollis (interpretada por Elise Bauman) es la protegida y valiente protagonista de 19 años, estudiante de Periodismo. Es hija única y fuera de la universidad vive con su padre conocido por ser sobreprotector y tomar medidas descomunales que la ayudan a mantenerse a salvo. A pesar de su fanatismo por las cosas dulces, Laura es de complexión pequeña y desde niña su padre la inscribió en clases de Krav Magá para defensa personal. Siendo muy estudiosa y a veces un poco torpe, Laura es adorable y extremadamente fiel a sus amigos. Además es seguidora de la cultura pop incluyendo a Harry Potter, Buffy la cazadora de vampiros y Doctor Who, se describe a sí misma como una chica inspirada por mujeres fuertes e icónicas de la historia. Al principio de la serie Laura no disimula su desagrado hacia Carmilla, pero mientras la trama avanza y, tras descubrir quién es verdaderamente Carmilla, no puede evitar enamorarse de ella. Se da a entender que Laura no tiene madre y, si es fiel a novela original, su madre habría muerto cuando era joven.

- Carmilla Karnstein (interpretada por Natasha Negovanlis) es la nueva compañera de cuarto de Laura. Atractiva, sarcástica y decidida estudiante de filosofía, Carmilla es desordenada, rebelde y particularmente desinteresada en cuanto a la limpieza y en respetar los objetos de Laura. Nació en Estiria en 1680 como Mircalla Karnstein, la hija del Conde Karnstein. Carmilla fue asesinada durante una fiesta en su época y resucitó en forma de vampiro, cumpliendo así eternamente 18 años. Más adelante, es adoptada  como hija de la Decana de la Universidad de Silas (también vampiro), quien obliga a Carmilla a llevarle sacrificios humanos cada 20 años como parte de un ritual meramente religioso. En el año 1800 Carmilla se enamoró profundamente de Ell, una de las víctimas de su madre. Trató de protegerla de su destino fatal, pero cuando la Decana se enteró le reveló a Ell que Carmilla era una vampiro y Ell la rechazó horrorizada. Aún enfurecida por la desobediencia, la Decana sentenció a Carmilla a una vida de tortura y confinamiento dentro de un ataúd de sangre que quedaría enterrada durante varias décadas. Sin embargo, durante la Segunda Guerra Mundial, una bomba estalló cerca del ataúd desenterrándolo y liberando a Carmilla. Con el tiempo, la madre la halló divagando por Europa y la obligó a retomar su deber de atraer chicas para ejecutar más sacrificios. Es en Silas donde conoce a Laura Hollis, una de las próximas víctimas de su madre y de quien será compañera de cuarto. Despreocupada por ella al comienzo, Carmilla desarrolla a través de los capítulos una fuerte atracción hacia Laura y llega a un acuerdo con su madre a cambio de sus amigos con tal de que no se la lleve. Posee fuerza y velocidad sobrenaturales y se transforma en situaciones oníricas en un gran gato negro.

- S. LaFontaine (interpretado por K Alexander) es une estudiante Queer en la Universidad de Silas y mejor amige de Perry. Se hace llamar por su apellido constantemente y corrige rápidamente a quien lo llame por su nombre. Después del episodio 26, los creadores y el elenco confirmaron vía Tumblr que prefieren usar pronombres neutros para Susan LaFontaine (En inglés: They/Them/Their). Es estudiante de biología con particular interés en técnicas de laboratorio. LaFontaine es la primera persona en acusar a Carmilla de ser un vampiro. Durante la temporada 1, fue secuestrade por la Decana como parte de un mensaje hacia Laura. Se rumorea que está saliendo con J.P. Armitage.

- Lola Perry (interpretada por Annie Briggs) es una estudiante de alemán en Silas, compañera de cuarto de LaFontaine y de piso de Laura y Carmilla. Llamada solo "Perry", es caracterizada por su cariño y personalidad de madre hacia sus amigos y compañeros de clase. Se muestra muy perturbada ante hechos fuera de la normalidad e intenta buscar toda causa posible para evitar explicaciones sobrenaturales. Al principio no quiere creer que Carmilla es un vampiro e intenta dar múltiples excusas que justifiquen su extraño comportamiento. En el especial de Navidad se da por sentado que celebra hanukkah y que guarda sentimientos de inmensa amistad por LaFontaine (y viceversa).

- Danny Lawrence (Interpretada por Sharon Belle) es una estudiante de tercer año de Literatura inglesa en Silas. Pertenece a la Sociedad de Verano (Summer Society) en la universidad y tiene una fuerte vocación de proteger a todos aquellos que le conciernen. Danny muestra interés romántico en Laura quien parece corresponderle al principio de la serie pero a medida que avanza la historia, Laura se siente agobiada por la sobreprotección de Danny. Danny no entabla una buena relación con Carmilla al comienzo, la encuentra desordenada y grosera pero trata de dejar estos sentimientos de lado por Laura e intentar llevarse bien.

### Personajes secundarios
- Kirsch (interpretado por Matt O'Connor) es un estudiante y miembro de la fraternidad Zeta Omega Mu. Kirsch, al igual que Danny (Sharon Belle) expresa deseos de proteger a los otros y de hecho, luego de conocer a Laura la llama "pequeña nerd" y se designa a sí mismo como su "compañero de seguridad Zeta Omega Mu". Más tarde se une a Laura y sus amigos en la búsqueda de las chicas desaparecidas en Silas ya que su novia Sarah Jane es una de las víctimas.

- William "Will" Luce (interpretado por Aaron Chartrand) es un vampiro, hermano de la fraternidad Zeta Omega Mu y el mejor amigo de Kirsch. Fue también resucitado por la Decana y técnicamente es el hermano menor de Carmilla. Se refiere a ella como "Kitty" y ella a él como "niño de mamá" por cumplir todos los caprichos de su madre. Durante la temporada 1 intenta atacar a Laura pero Carmilla interfiere y huye. Recibe una estaca de Perry en el duelo final de esa misma temporada.

- Elizabeth "Betty" Spielsdorf (interpretado por Grace Glowicki) es la compañera de cuarto original de Laura. Betty, quien inicialmente aparece como una chica sin preocupaciones más que asistir a fiestas, es secuestrada por la Decana en el primer episodio de la temporada 1. Luego de su desaparición, Laura promete descubrir que pasó con ella e inicia un Vlog periodístico. Cuando es finalmente rescatada, se revela que Betty había sido manipulada para asistir a la Universidad de Silas cuando estaba en un tour por el campus. Antes de los acontecimientos, era una estudiante brillante y dedicada pero una vez vuelta a la normalidad se muestra molesta e impaciente por ir a la universidad a la que iría originalmente, Princeton.

- Sarah Jane (interpretada por Breton Lalama) es una estudiante en el curso introductorio de medicina. Sarah Jane se encontraba en una fiesta organizada por el equipo de natación cuando desapareció. Días después apareció misteriosamente sin recordar donde estuvo ni que ocurrió. Eventualmente y como había ocurrido con Betty, comenzó a asistir a todas las fiestas del campus. Empezó a salir con Kirsch y mientras estaban en la fiesta juntos, ella cayó del tercer piso y murió.

- Natalie (interpretada Lisa Truong) es una estudiante de la universidad y una de las tantas chicas secuestradas. Después de haber reaparecido inicialmente, como Sarah Jane, no podía recordar que ocurrió más que unos sueños extraños que incluían a un gato negro grande y una luz "hambrienta". Inevitablemente se transformó en lo que Betty y Sarah Jane eran. Fue rescatada por Laura y sus amigos sobre el final de la primera temporada.

- Elsie (interpretada por Paige "Money" Haight) es una estudiante de Silas y la "compañera de estudio" de Carmilla al principio de la primera temporada. Va con Laura a clase de Antropología y termina siendo una de las tantas chicas desaparecidas. Se da a entender que tuvo un roce amoroso con Carmilla, como muchas de las otras compañeras de estudio.

- J.P. Armitage (interpretado por Dillon Taylor) fue un estudiante de Silas de los años 1800s que quedó atrapado en el catálogo de la biblioteca por obra de la Decana. Más tarde durante la temporada 1, LaFontaine lo copia a un pendrive y lo lleva al cuarto de Laura para que los ayude a analizar los eventos sobrenaturales que ocurrían en la universidad. Encuentra una forma de derrotar a la Decana con la ayuda de una espada y a terminar con sus planes macabros ya que Carmilla no era lo suficientemente fuerte para detenerla por sí sola. Cuando Laura es poseída por el espíritu de la madre de Carmilla, rompe el pendrive con J.P pero sobre el final de la temporada se muestra que La Fontaine había guardado una copia de él y que pasan mucho tiempo juntos en la biblioteca. Incluso Laura sugiere que están saliendo y que no sabe cómo será la reacción de Perry a ello.

- Theodore "Theo" Straka (interpretado por Shannon Kook) es un estudiante y miembro de la fraternidad Zeta Omega Mu.

- Melanippe "Mel" Callis (interpretado por Nicole Stamp) es una estudiante de Silas.

- Matska "Mattie" Belmonde (interpretado por Sophia Walker) es la hermana de Carmilla.

- Baron Vordenberg (interpretado por Ian D. Clark) un cazador de vampiros.

- Sherman Hollis (interpretado por Enrico Colantoni) es el padre de Laura.

## Premios
| 2014 | AfterEllen Visibility Awards | Serie Web Favorita | Ganadora |  |                               |          |
| 2015 | Premios Shorty               | Show web favorito  | Nominada |  |                               |          |
| 2016 | AfterEllen Visibility Awards | Serie Web Favorita | Ganadora |  | Mejor Pareja Lésbica Ficticia | Ganadora |

## Película
En 2017 se estrenó The Carmilla Movie, dirigida por Spencer Maybee. Es una continuación directa que transcurre 5 años después del final de la serie.